# Color Me Badd
Color Me Badd is een Amerikaanse R&B-groep uit Oklahoma City. De band werd opgericht in 1987 door Bryan Abrams, Mark Calderon, Sam Watters en Kevin Thornton.
De a capella, pop, en hiphop-act werd in 1990 ontdekt door Kool & The Gangs Robert Bell. In 1991 kwam hun debuutalbum, C.M.B. uit, die vijf hitsingles in de Amerikaanse Billboard Hot 100 voortbracht: "I Wanna Sex You Up", "I Adore Mi Amor", "All 4 Love", "Thinkin' Back" en "Slow Motion". C.M.B. werd drie keer platina in thuisland de Verenigde Staten en verkocht wereldwijd zes miljoen exemplaren. In 1992 ontving het kwartet een American Music Award in de categorie "Favorite Single, Soul/R&B".
Ook in Nederland scoorde de groep met "I Wanna Sex You Up" en "All 4 Love", die in de zomer van 1991 beide werden verkozen tot Veronica Alarmschijf op Radio 3 en ook een top vijf notering behaalden in de destijds twee landelijke hitlijsten op de nationale publieke popzender (de Nederlandse Top 40 en de Nationale Top 100).
In oktober 1992 brachten ze het album Young, Gifted & Badd: The Remixes uit. Maar met een hoogste positie van 189 in de Amerikaanse hitlijsten, kon dit album het commerciële succes van hun voorgaande album niet evenaren. Hun derde album, Time and Chance (1993), werd geproduceerd door onder andere David Foster en behaalde een gouden status in hun thuisland. Na een pauze van drie jaar bracht de groep haar vierde album, Now & Forever, uit. Dit album werd onder meer geproduceerd door Narada Michael Walden en Boyz II Men, maar ondanks goede kritieken verkocht het relatief matig. Epic Records besloot na het album Awakening uit 1998 het platencontract van Color Me Badd niet te verlengen en de groep ging in mei 2000 officieel uit elkaar. In datzelfde jaar werd ze ook opgenomen in de Oklahoma Music Hall of Fame.
Sinds 2010 zijn Bryan Abrams en Mark Calderon verder gegaan samen met Adam Emil.

## Discografie

### Albums
| Album met eventuele hitnotering(en) in de Nederlandse Album Top 100 | Datum van verschijnen | Datum van binnenkomst | Hoogste positie | Aantal weken | Opmerkingen   |
| ------------------------------------------------------------------- | --------------------- | --------------------- | --------------- | ------------ | ------------- |
| C.M.B.                                                              | 1991                  | 10-08-1991            | 6               | 27           |               |
| Young, Gifted & Badd: The Remixes                                   | 1992                  | -                     |                 |              |               |
| Time and Chance                                                     | 1993                  | -                     |                 |              |               |
| Now and Forever                                                     | 1996                  | -                     |                 |              |               |
| Awakening                                                           | 1998                  | -                     |                 |              |               |
| The Best of Color Me Badd                                           | 2000                  | -                     |                 |              | Verzamelalbum |

### Singles
| Single met eventuele hitnotering(en) in de Nederlandse Top 40 | Datum van verschijnen | Datum van binnenkomst | Hoogste positie | Aantal weken | Opmerkingen                                               |
| ------------------------------------------------------------- | --------------------- | --------------------- | --------------- | ------------ | --------------------------------------------------------- |
| I wanna sex you up                                            | 1991                  | 15-06-1991            | 2               | 12           | Veronica Alarmschijf Radio 3 / #2 in de Nationale Top 100 |
| All 4 love                                                    | 1991                  | 24-08-1991            | 2               | 10           | Veronica Alarmschijf Radio 3 / #3 in de Nationale Top 100 |
| I adore mi amor                                               | 1991                  | 19-10-1991            | 10              | 7            | #11 in de Nationale Top 100                               |
| Heartbreaker                                                  | 1992                  | 14-03-1992            | tip11           | -            | #61 in de Nationale Top 100                               |